# Jeremy Brett
Peter Jeremy William Huggins (Berkswell Grange, Warwickshire, 3 de Novembro, 1933 – Londres, 12 de Setembro, 1995),  sendo o seu nome artístico Jeremy Brett (originado pela desonra que o pai desta personalidade sentiu ao saber que ele ia enveredar pela carreira de actor, não querendo continuar com a ocupação militar que era tradição na família),  foi um actor inglês.

## Início da carreira
Brett foi educado no Eton College. Mais tarde revelou-se um "desastre académico" no Eton College atribuindo as suas dificuldades de aprendizagem à dislexia. No entanto, tinha grandes capacidades vocais tornando-se membro do Coro do Colégio ao qual pertencia.
Jeremy Brett aprendeu a sua carreira como actor na Central School of Speech and Drama em Londres. Fez a sua entrada, de cariz profissional, no teatro no Library Theatre em Manchester no ano de 1954. E actuou nos palcos da capital britânica, pela primeira vez, em 1956, com a companhia de teatro Old Vic. Interpretou um vasto número de clássicos, entre eles, destacam-se os papéis de obras de William Shakespeare, tendo grande parte destas actuações sido feitas com a companhia teatral Old Vic e outras com o Royal National Theatre.

## Auge da sua carreira
Brett fez a sua primeira aparição televisiva em 1954 e um ano mais tarde no cinema.
Em 1958, Jeremy Brett casou com a actriz, Ann Massey (filha de Raymond Massey), mas divorciaram-se em 1962 (tiveram um filho chamado David Huggins, nasceu em 1959, sendo presentemente um novelista com grande sucesso nas Ilhas Britânicas).  Anos mais tarde, Brett e Massey apareceram juntos na dramatização feita pela BBC de Rebecca (1978), com Brett a interpretar a personagem principal, o Herói Max de Winter, e Massey interpretando a sinistra governanta, Mrs. Danvers (David Huggins interpretou, também,um pequeno papel numa cena do filme).
Em 1976 Brett casou com a produtora americana da PBS Joan Wilson, tendo esta morrido de cancro em 1985. Brett ficou devastado pela morte prematura da esposa, o que fez com que ele nunca voltasse a contrair matrimónio.
Desde o início (1960s) até ao fim da sua carreira, Brett raramente esteve ausente dos ecrãs da televisão britânica. Entrou em diversas séries (consideradas hoje clássicos) como actor principal, apareceu notavelmente como D'Artagnan na adaptação (de 1966) do livro Os Três Mosqueteiros. Algumas das suas aparições foram em papeis cómicos, mas normalmente com limites de classicismo e certa rigidez, tal como Captain Absolute na série The Rivals.  Em 1973, Brett retratou Bassanio numa produção televisiva baseada na obra de William Shakespeare, The Merchant of Venice, intitulada com o mesmo nome, no qual Laurence Olivier interpreta Shylock e Joan Plowright interpreta Portia. (Brett, Olivier e Plowright tinha interpretado os mesmos papeis numa produção da Royal National Theatre da peça em questão).
Brett interpretou, também, de uma maneira extraordinária, Freddie Eynsford-Hill na versão cinematográfica de 1964 da peça My Fair Lady. A sua voz ficou, certamente, como um marco na actuação das diversas versões da personagem; tendo, mais tarde, Brett, afirmado e comprovado a sua grande capacidade vocal com a representação da personagem Danilo na série televisiva britânica The Merry Widow em 1968.
Notável em todos os seus desempenhos é a perfeita dicção, fruto este resultante de uma grande qualidade intrinseca e própria e de um treino intensivo, dando a Brett uma invejável pronunciação e vocalização. Ele aclamava diariamente, estivesse em trabalho ou não, para que a sua dicção se mantivesse.

## Sherlock Holmes
Apesar de ter interpretado várias personagens, tanto em filmes com em séries, Jeremy Brett é lembrado principalmente pela interpretação da personagem Sherlock Holmes feita durante uma década (1984 / 1994), produção da Granada Television, adaptada por John Hawkesworth, da obra original criada por Sir Arthur Conan Doyle, (ver Sherlock Holmes). Mesmo depois de se ter embrenhado com este exigente personagem, Brett fez outras aparições mas ficou sempre conhecido como sendo o melhor Sherlock Holmes interpretado da sua era e até mesmo de sempre (tanto em teatro como em televisão), sem ignorar a interpretação de Basil Rathbone durante a década de 40.
Brett sofria de distúrbio bipolar (conhecido popularmente como depressão ou mania), que piorou após a morte da esposa Joan Wilson. Joan morreu pouco tempo após Brett filmar as cenas da "morte" da personagem Sherlock Holmes no episódio The Final Problem, (último da segunda temporada The Adventures of Sherlock Holmes). Ele interrompeu as filmagens durante um periodo de tempo para recuperar, mas quando regressou para filmar, em 1986, sofreu uma críse nervosa causada por um agravamento do seu distúrbio bipolar derivado pela dor e pelo apertado calendário que tinha para a rodagem da série de TV baseada na obra Sherlock Holmes. Durante a última decada da sua vida, Brett foi várias vezes hospitalizado para tratamento do distúrbio mental que sofria, tendo a sua saúde e aparência sofrido uma grande deterioração, visível nos últimos episódios da série de TV Sherlock Holmes.
Brett apareceu em quarenta e dois episódios da Granada series TV. Havia planos para filmar todos os episódios da obra original de Sir Doyle, mas Brett morreu  de uma falha cardiaca na sua casa em Londres antes do projecto ter sido completado. O coração de Brett foi danificado por um caso de febre reumática infantil, e ficou aparentemente mais fraco devido à grande quantidade de medicação que tomava para controlar o seu problema psicológico, e pela quantidade de cigarros e cachimbo que fumava diariamente, de que depois ficou impossibilitado, (não tendo isso afectado as gravações como Holmes, pois ele exigia de si a máxima autenticidade da personagem, o que o levou a fumar durante as gravações para que a interpretação fosse perfeita). Numa entrevista Edward Hardwicke, intérprete da personagem Dr. John Watson e amigo de Brett, informa que, provavelmente, devido à sua doença psíquica e à identificação que o actor tinha com Holmes, este tornou-se completamente obcecado pela personagem tendo deixado de existir uma fronteira entre o Jeremy Brett e o Sherlock Holmes, alterando completamente a personalidade e o temperamento de Brett. Existem outros relatos que comprovam que ele apenas vivia para interpretar a personagem, sentindo grande respeito por Holmes e , inclusive, medo pois tratava a personagem por "you know who" ("tu sabes quem").
Jeremy Brett morreu com 61 anos. A sua última presença no ecrã foi a sua aparição na série Moll Flanders, com Robin Wright Penn a contracenar. Esta produção de origem estadunidense foi emitida em 1996.

## Referência cultural
- Salim Ghazi Saeedi dedicou uma canção intitulada "For Jeremy, Embodying the Mastermind" (Para Jeremy, incorporando o mentor) para Jeremy Brett, em seu álbum Human Encounter (Encontro Humano)[1].